# Columba pallidiceps
La paloma cabeciclara, paloma cabeza clara o paloma de cabeza clara (Columba pallidiceps) es una especie de ave columbiforme de la familia Columbidae endémica de las islas Bismarck y Salomón.

## Descripción
La paloma cabeciclara mide entre 36 y 38 cm de largo. El plumaje de su cabeza es de color gris blanquecino, que contrasta con el negro iridiscente del resto de su plumaje. Su extensas iridiscencias son violáceas, purpúreas y verdes, y están especialmente concentradas en el obispillo. Sus patas son amarillas, mientras que su pico y anillo ocular son rojos.

## Distribución
Se encuentra únicamente en los bosques tropicales de los archipiélagos de las islas Bismarck y Salomón, en el océano Pacífico.

## Conservación
Anteriormente se clasificaba como especie en peligro de extinción en la Lista Roja de la UICN. Pero los censos realizados mostraron que no era tan escasa como se creía, por lo que en 2008 fue recalificada como vulnerable. Está amenazada por la pérdida de hábitat, la introducción de depredadores foráneos y la caza.